# الحبيب عمار (مواليد 1967)
الحبيب عمار سياسي تونسي، شغل منصب وزير السياحة بحكومة هشام المشيشي.
شغل الحبيب عمار عدة مناصب منها:
- المدير العام للديوان الوطني التونسي للسياحة (2010–2014).

- رئيس ديوان وزير السياحة التيجاني الحداد (2008–2010).
- مدير مكتب تطوير القطاع السياحي (2005–2008).